# Hélène Marre
Pour les articles homonymes, voir Marre (homonymie) et Aigner.
Hélène Marre, née Hélène Aigner à Paris 16e le 13 juin 1891 et morte à Paris 9e le 25 mars 1968, est une peintre, graveuse, lithographe et illustratrice française. Elle signe Hélène Marre à partir de 1920.

## Biographie

### Famille et formation initiale
Hélène Marie Madeleine Aigner naît en 1891 à Paris 16e de Marie Josèphine Ménard et Charles Jean Aigner, carrossier. Elle est l'aînée de trois enfants. Son grand-père maternel, architecte, lui fait découvrir le pouvoir du dessin. À huit ans elle gagne un concours de coloriage du journal Le Noël.

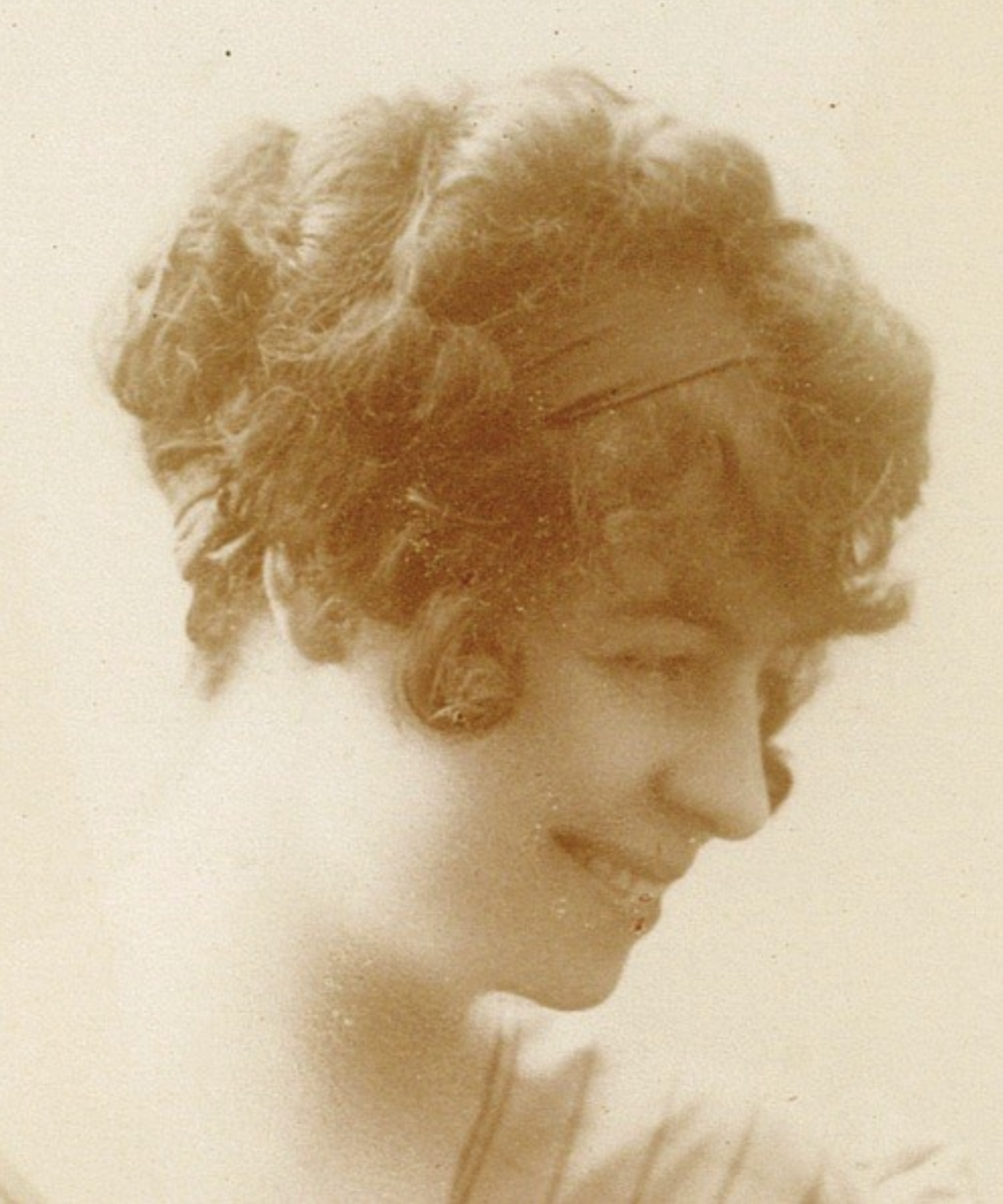
Portrait d'Hélène Aigner (archives famille de l'artiste).

D'abord élève de Marthe Bougleux, Mathilde Delattre et Édouard Cuyer, elle obtient le 2è prix de dessin des cours subventionnés de la Ville de Paris et est admise au Salon des artistes français, en 1912 avec son aquarelle Impressions de voyage. Elle envoie des pastels et des aquarelles au salon de l'Union des femmes peintres et sculpteurs en février 1914. Elle se fiance peu après la déclaration de guerre en août 1914 avec Robert "Hugues" Le Roux, fils de l'écrivain Hugues Le Roux, licencié es sciences, sous-lieutenant, mobilisé et qui sera grièvement blessé le 22 septembre à Lironville et décédera le 19 octobre 1914 à l'hôpital militaire Gama de Toul,.  

### La rencontre des modernistes
Après guerre elle est élève de Paul Sérusier, Maurice Denis et André Lhote, et encouragée par des amis peintres modernistes, dont Robert Lotiron et Robert Delaunay (qui réaliseront tous deux son portrait), elle fera l'essentiel de sa carrière à partir de 1922, au Salon d'Automne en particulier, et dans de nombreuses galeries d'art. Remarquée dès 1926 au Salon d'Automne, elle en devient Sociétaire. Elle se forme à la gravure sur bois avec Démétrios Galanis, et sur cuivre avec Józef Hecht, puis aborde la lithographie. Elle est également illustratrice de livres,,,.

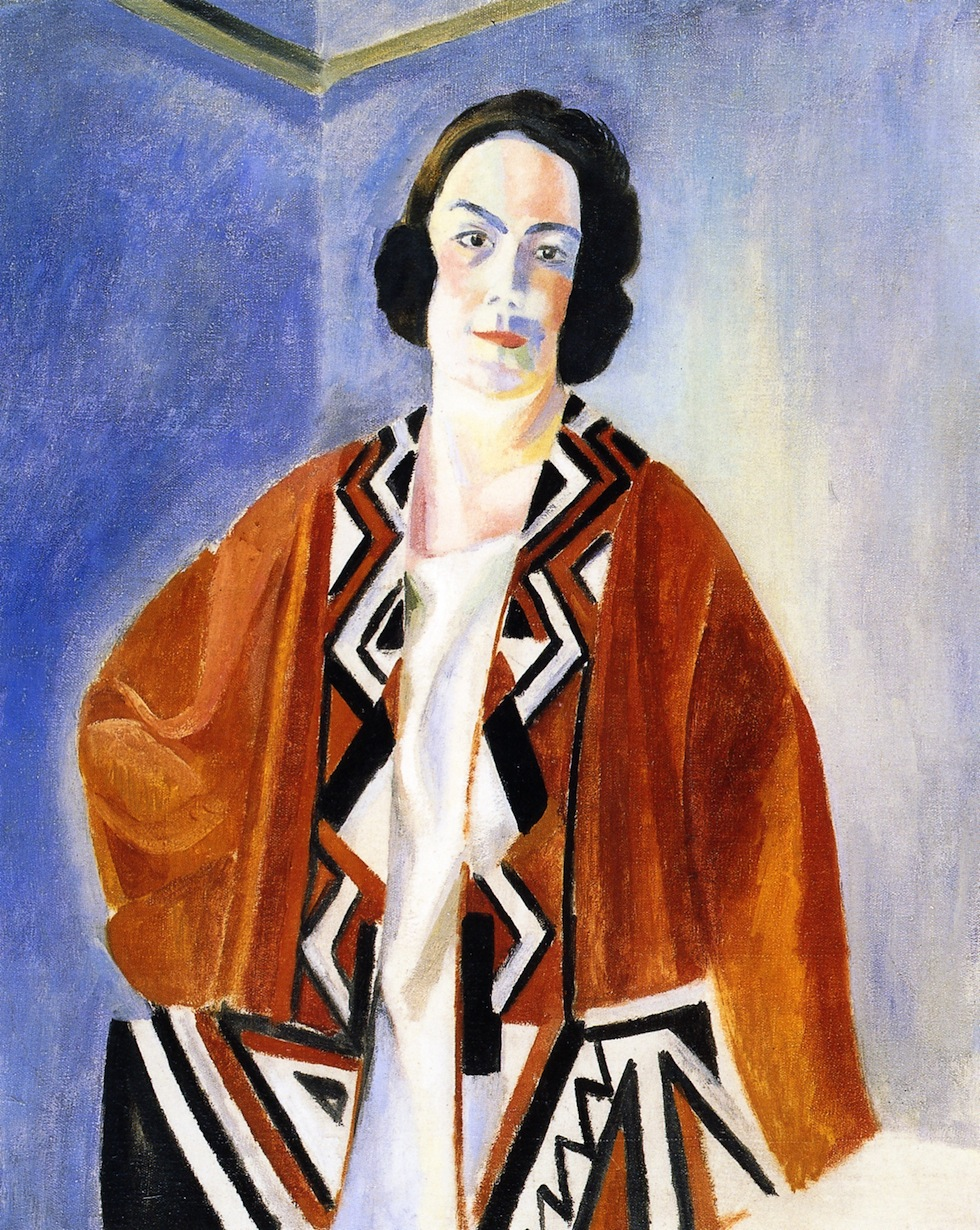
Robert Delaunay, Portrait d'Hélène Marre, 1923 (collection particulière).

Elle épouse à Paris en 1920 le décorateur d'intérieur Robert Marre, qui meurt en 1933 à Genève,. En 1930 elle fait partie du jury de peinture du salon d'automne. Elle reçoit en 1937 une médaille d'or pour sa composition de 7 mètres Le vin, l'amour et le tabac exécutée pour le Pavillon du Centre Rural à l'Exposition internationale,,. Son exposition particulière de 1938 à la Galerie Charpentier revêt une grande ampleur,.
Elle réalise les portraits de Gérard Bauër, Marie Bell, Raymond Escholier, Léon-Paul Fargue, Claude Farrère, Jean Launois, René Leriche, Robert Lotiron, Marie Noël, Mac Orlan, Yvonne Printemps, Jules Romains, Jean Rostand, Georges Spanelli, etc.
Elle devient présidente, juste avant la Seconde Guerre mondiale, et au moins jusqu'en 1952, du Comité de Paris de l'Union féminine artistique internationale.
Elle épouse en mars 1940 le journaliste et critique d'art Georges Raoul Brunon, dit Brunon-Guardia,. Le couple gagne Alger après l'armistice de 1940, mais est ensuite un temps bloqué à Tunis en 1942, où il préparait la première exposition d'Hélène Marre à la nouvelle galerie Sélection le 8 novembre, soit la veille du débarquement allié. Brunon-Guardia décède du typhus en 1943 (Hélène Marre exposera son portrait en 1944). Elle sera associée à l'École d'Alger,.
Elle est nommée chevalier de la Légion d'honneur le 18 avril 1951.
Elle compte pour élève Pierre Laprade. Jean Cumenge fait son portrait en 1953.
Hélène Marre obtient une mention au Grand prix de la ville de Paris pour les Beaux-Arts en 1954 pour son aquarelle Paysage parisien.
En 1961, elle réunit autour d'elle des artistes femmes, dont Denise Ferrier, au Salon International de Vichy.
Elle meurt en 1968 à Paris 9e à l'âge de 76 ans et est inhumée au cimetière de Passy.
Une vente aux enchères de 83 lots de ses œuvres est organisée le 19 février 1969 à l'Hôtel Drouot.

## Œuvre
D'abord remarquée pour ses peintures de fleurs, Hélène Marre s'oriente ensuite vers les portraits d'actrices de théâtre et peint également des paysages. La critique relève la constante évolution et la diversification de son œuvre, parallellement à l'enrichissement de sa palette technique; une fois les techniques de l'aquarelle et de la peinture à l'huile pleinement possédées, elle aborde la gravure sur bois et sur cuivre, puis la lithographie monochrome et enfin en couleur.
Dans ses scènes d'intérieurs, « la puissance de sa peinture nait de l'exaltation lumineuse (…) [Pour ses bars toulonnais] elle n'a voulu retenir que des impressions opposées de clarté et d'ombre, de fraîcheur et de chaleur, que sépare la frontière d'un tremblant rideau de perles. Et dans cette atmosphère, qui leur est naturelle, elle a fait vivre ses personnages sans avoir recours à l'anecdote inutile ». Elle possède un style puissant, une palette bien équilibrée et on lui doit des portraits très vigoureux, où elle restitue ici les volumes moins par les ombres et les modelés que par une attention à la forme brute, bien affirmée dans l'espace. « (Ses portraits) sont enlevés en quelques touches et pleins d'expression. Celui de l'artiste par elle-même est un chef-d'œuvre de grâce et d'esprit (…) C'est léger, à croire qu'un souffle peut tout emporter et cependant solide à défier le temps et la critique ». Paul Sentenac la qualifie de « coloriste racée ». En 1946, une critique d'art compare son tableau du Sacré-Cœur à un « faux Utrillo ». Sa peinture de fleurs reste toujours fort appréciée : « C'est dans ses fleurs surtout qu'elle étale avec le plus de bonheur sa gamme étendue de teintes fraîches, faisant chanter les roses, les jaunes, les verts, si fins, si fragiles et pourtant si solides que l'on reste muet d’admiration contenue devant une telle élégance ».
L'artiste est « originale par infidélité au réel (…) mais le réel n'est pas trahi. Elle est prompte à saisir en toutes choses, même familières, leur sans cesse renaissante nouveauté. Une perspective affective, des interprétations de plans, des contrastes de dimensions (…) interviennent pour ordonner l'impression reçue, hors des incertitudes de l'inspiration spontanée. Pour Hélène Marre, peindre c'est déchiffrer, non ce que l'on voit, c'est-à-dire à quoi on ne participe pas — mais ce que l'on sent, c'est-à-dire ce que l'on crée sans s'en douter ».

## Expositions

### Salon des artistes français
- 1912 : Impressions de voyage (aquarelle)[4].

### Salon de l'Union des femmes peintres et sculpteurs
- 1914 : Indien, étude et Tête de femme (pastels) ; Roses et cinéraires et Renoncules jaunes (aquarelles)[6].
- 1944 : Gerbe (dans le Salon carré)[39].
- 1946 : Le Sacré-Cœur[40],[38].
- 1947 : (portraits de femme et fleurs).

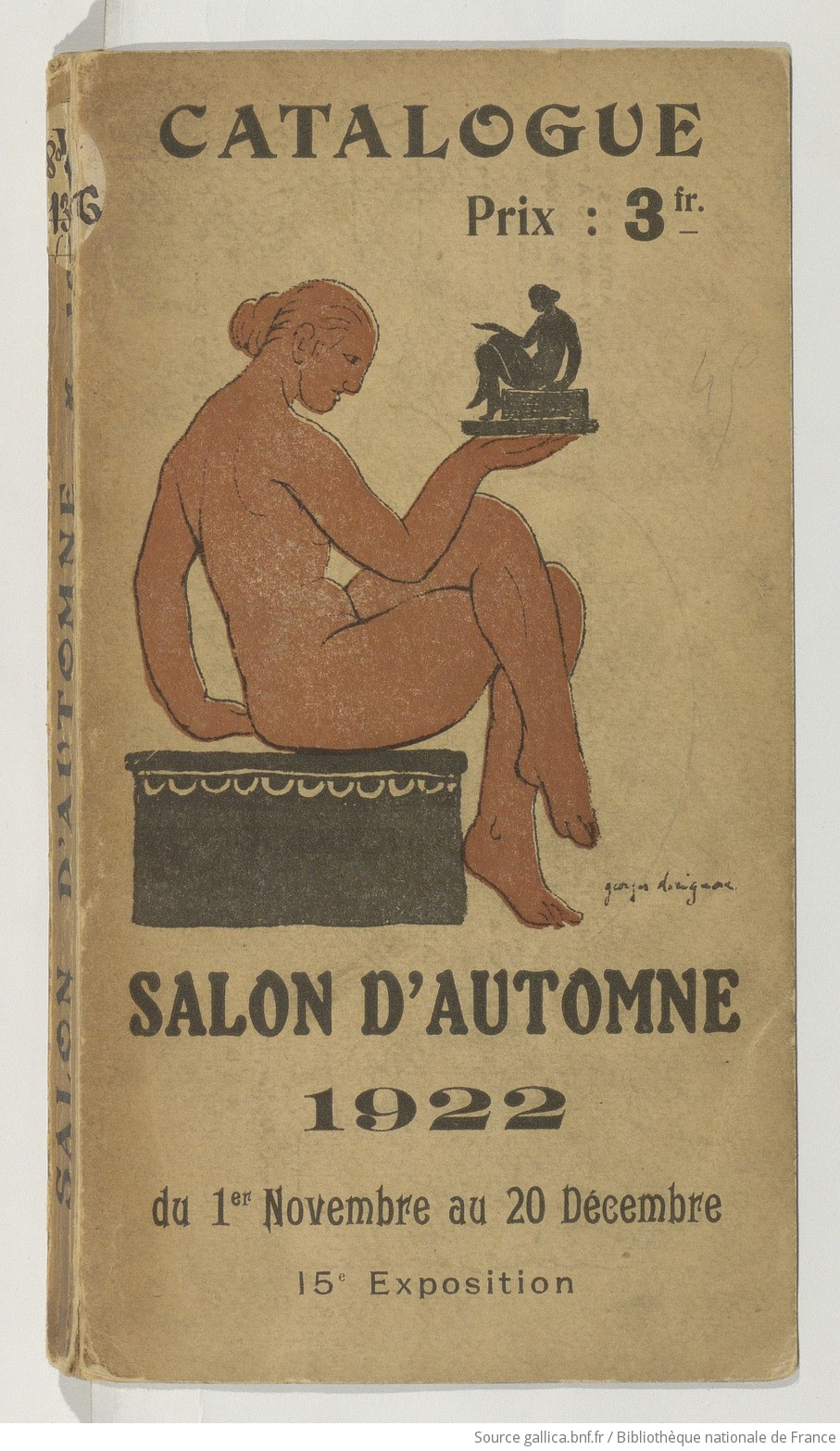
Couverture du catalogue du Salon d'automne 1922.

- 1948 : Gerbe de glaïeuls[41].
- 1949 : Bar algérien.
- 1950
- 1951
- 1952

### Salon d'Automne
- 1922 : Elena, portrait[42].
- 1923 : Portrait de Mme D…[43].
- 1924 : Jeune fille[44].
- 1925 : (natures mortes)[45].
- 1926[11]
- 1927[46]
- 1928 : Portrait d'Yvonne Printemps[47] et Roses blanches.
- 1929 : La guitariste, Fillette au piano et Dahlias[48].
- 1930 : Portrait de Mme A… et Maisons d'Amsterdam[18].
- 1931 : La Moisson et La vierge aux coquillages[49].
- 1932[50]
- 1934
- 1935 : Bouquets (deux peintures)[51],[9].
- 1936 : Portrait (d'un adolescent)[52], Le chien et les perruches, Paysage et Fleurs.
- 1937 : (portrait d'un homme âgé).
- 1938 : Mademoiselle Jeanne au comptoir[53] et Peinture.
- 1940 : La lettre (peint aux armées), Partie d'échecs (peint aux armées) et Portrait de G. Brunon-Guardia[54].
- 1941 : (bouquets)[n 4].
- 1942
- 1943 : (fleurs)[55].
- 1944 : Portrait de Georges Brunon[25].
- 1945 : Fleurs, Portrait et Illustrations pour "Le Portrait de Dorian Gray" (d'Oscar Wilde)[16].
- 1946 : Portait de Léon-Paul Fargue[21], Fleurs, La dame en bleu, La petite fille de la Casbah d'Alger, Femmes d'Alger[12].
- 1947 : Bohémienne, Renoncules, Bohémienne (épreuve sans cadre), Portrait de Léon-Paul Fargue[56].
- 1948 : (bouquets)[57].
- 1949 : Portrait de Georges Spanelly, La place Clichy, Portrait de Lotiron (burin), Saules de Normandie (burin) et Djikie (burin)[22].
- 1950
- 1954 : Portrait de Marie Noël[58].

### Salon des Indépendants
- 1922 : Portrait de Mlle B… et Étude en noir et blanc[59].
- 1923 : Portrait de Mme R., Portrait de Mme A.[60].
- 1924 : (deux portraits de femme dont La jeune Femme lisant)[61].
- 1925 : (deux peintures)[62].

### Galeries
- Galerie Girard, 1924[63].
- Galerie Armand Drouant, Paris, 1926[10].
- Galerie Druet, Paris : exposition particulière en 1929 (dont Pêcheurs)[64], puis en 1932 (portraits dont celui de Madame Paulette Pax, paysages, natures mortes, dessins au crayon) avec Pierre Girieud[20] ; en 1936 avec Eugène Druet, Gérard Cochet, Othon Coubine, Henriette Deloras, Robert Lotiron, Jacques Lestrille, et Georges Sabbagh.
- Galerie Eugène Printz, Paris, 1929[65].
- Galerie Charpentier, Paris, 1935 (Salon du Temps présent avec Dufy, Kisling, Lalique, Lhote, Marquet, Orloff, etc.)[66] et 1938 (exposition particulière : Les dieux de la rue de Mac-Orlan et dessins)[20].
- Galerie Georges Petit (avant 1936)[63].
- Galerie Barreiro (avant 1936)[63].
- Galerie Bernheim-Jeune, avant 1936[63] et en 1937[67].
- Studio Da Silva, Marseille, 1936 (La jeune gravure contemporaine)[68] et 1937 : paysages, natures mortes, aquarelles et Portrait de Mme C… B…, avec Lily Rossignol[69].
- Galerie Montaignac, Paris, 1937 : exposition de portraits contemporains (avec Paul Belmondo, Yves Brayer, Gisèle Ferronnier, Odette des Garets, Charles Picart Le Doux, Henry de Waroquier, etc.)[70].
- Exposition de La Jeune Gravure contemporaine : 1938 à la Galerie de la Gazette des beaux-arts[71], 1946 à la Galerie Le Garrec, Paris.
- Galerie du Minaret, Alger, 1941 : portraits dont celui d'un jeune officier de marine, bouquets, vue de Toulon, eaux-fortes[72].
- Galerie Sélection, Tunis : 1942 (natures mortes , portraits et fleurs), 1945 (exposition Fémina, avec Suzanne Tourte, etc.[20], 1951 (portraits, paysages, natures mortes, crèches et autoportrait)[36].
- Galerie Guyot, Paris, 1943[73].
- Galerie Katia Granoff, Paris, 1947 : exposition particulière[74].
- Galerie Le Nombre d'0r, Alger, 1947 : N.D de la mer et La Madeleine (exposition Cinq femmes peintres).
- Galerie André Maurice, Paris, 1949 : portraits, paysages, vues de Paris, natures mortes, crèches[37].
- Galerie Tonalités, Paris, vers 1950.

### Salon des Tuileries
- 1926 : (nature morte)[75].
- 1927 : (petits nègres).
- 1929 : (portraits de femme)
- 1930 : (vues de Paris)[76].
- 1936 : Portrait de Mme C[77].
- 1938 : (portrait)[78].
- 1939 : Femme à la cigarette[79].
- 1944
- 1947 : (portraits).
- 1949 : (fleurs), à la Galerie Charpentier.

### Expositions de laSociété des femmes artistes modernes
- 1931 : (Fruits).
- 1932 : au Théâtre Pigalle (Portrait de Madame Paulette Pax et Fleurs de montagne).
- 1933 : à la Maison de France aux Champs-Élysées.
- 1934 : (nature morte).
- 1935 : à la Galerie Bernheim-Jeune (Portrait de Madame C. et Fleurs).
- 1937 : au Pavillon des expositions de l'Esplanade des Invalides (Tulipes).

### Autres expositions
- 1923, 1924 et 1933 : Exposition d'œuvres d'artistes contemporains français à Tananarive[80].
- 1934 : Exposition de graveurs français à Genève puis à Zurich[81].
- 1934 : Mon Club, 2e exposition du Cercle international féminin, 8 rue de la Paix, Paris, avec Chériane, Hermine David, Geneviève Gallibert, Zina Gauthier, Andrée Joubert, Vera Rockline, Lily Rossignol, Camax-Zoegger, etc[82].
- avant 1936 : à Londres, Madrid et Ostende[63].
- 1936 : Exposition de la Société des peintres graveurs indépendants Le Trait (dessins, paysage, portrait)[83].
- 1936 : Les artistes de notre temps, au Petit Palais (natures mortes florales et paysages vénitiens) avec Auguste Chabaud, Georges Sabbagh, Hélène Lamourdedieu, Thévenet et Lotiron[84].
- 1937 : Les femmes artistes d'Europe exposent au Jeu de Paume[20].
- 1937 : Exposition internationale : panneau décoratif pour la salle de projection "Les Beaux-Arts" et Portrait, Bois de Boulogne, Tony la griffe (trois gravures)[85].
- 1937 : Exposition des Artistes Normands à Rouen (dessins)[86].
- 1937 : Exposition au Cercle Vauvenargues à Aix-en-Provence, avec Claire Bertrand, Chériane, Hermine David, Louise Hervieu, Marie Laurencin, Valentine Prax, Lily Rossignol et Christiane Warnod[87].
- 1938 : Belfort, Société des arts[88].
- 1947 : Exposition L'Afrique française au Palais de New-York (Terrasse de la Casbah d'Alger)[89].
- 1949 : Bourges, Salon de la Foire-Exposition[90].
- 1951 : Alger, Salon des femmes peintres sociétaires du Salon d'Automne[91].
- 1952 : Alger, 1er Salon de l'Union féminine artistique internationale[92].
- 1953 : IIe biennale de peinture de Menton[93].
- 1961 : Salon international d'artistes femmes de Vichy[32].

## Expositions rétrospectives
- Musée des Beaux-Arts de Bordeaux, 2003, dans l'exposition L'École d'Alger[27].
- Galerie des Beaux-Arts de Bordeaux, 2005, exposition Nulla dies sine linea, Pas un jour sans une ligne, de Manuel Bruker (Portrait de Hélène Marre, livre illustré par plusieurs lithographies originales de l'artiste)[14].

## Œuvres dans les collections publiques
- Château-musée de Boulogne-sur-Mer : nature morte, 1927[94].
- Hôtel de préfecture d'Indre-et-Loire à Tours : Le bar de madame Ernest, huile sur toile, 73 × 92 cm, s.d.[95],[96].
- Musée d'Art moderne de Céret : paysage urbain, Prats de Mollo, huile sur toile, 1925[20],[97].
- Musée national d'art moderne, Paris : Fanfreluches (huile sur toile)[98].
- Musée de Poitiers : Profil de Launois (burin sur cuivre)[99].
- Musée des Beaux-Arts Denys-Puech de Rodez : Bouquet de coucous jaunes, huile sur toile, 1952[20],[97].
- Musée de l'Annonciade de Saint-Tropez[20].
- Musée d'Art de Toulon : Allégorie du vin, huile sur toile, 1939[94].